# Herculine Barbin
Herculine Barbin (Saint-Jean-d'Angély, 8 de noviembre de  1838-París, 13 de marzo de  1868) también conocido como Abel Barbin y Alexina B. fue una persona intersexual de Francia, a quien se definió al nacer como mujer pero más tarde como varón después de un examen físico.

## Biografía
Se conoce su vida a raíz de su autobiografía Memorias de Herculine Adélaîde Barbin. Nació en Saint-Jean-d'Angély en Francia en 1838. Su familia era pobre y a la edad de 11 años consiguió una beca para estudiar en una escuela de un convento de ursulinas debido a los contactos de su madre que trabajaba como sirvienta para personas con influencia.
Según lo que cuenta en las memorias, en el colegio de Ursulinas se enamoró de la hija de un consejero de la Corte real llamada Lea y que más tarde murió de tifus. No consideraba que pudiera gustarle, pero se colaba en la habitación de su amiga y solían ponerle castigos por eso. Acabó sus estudios y la preparación para tomar la Comunión en el convento en 1856. Regresa a la casa materna y allí empieza a tener dolores muy fuertes en la ingle izquierda, mucho más intensos que nunca.
En esta época comienza su preparación para entrar a estudiar en la Escuela Normal y conseguir el diploma de institutriz. Antes tenía que presentarse a un examen de acceso, ella misma afirma:
"[...] Decir que estaba contenta de la perspectiva que me ofrecía esta carrera hubiera resultado falso. La abrazaba sin desgana, es verdad, pero también sin ilusión. No sospechaba, por entonces de las infinitas dificultades de uno de los estados más serviles de todos, el de institutriz [...]".
Pasó el examen y fue admitida en la Escuela Normal. Allí notó la distancia física con sus compañeras pues, aunque había pasado la pubertad, no tenía la menstruación, su pecho era plano y se afeitaba el bigote, la barba y los brazos. Intimó con una compañera llamada Thécla que era un año mayor que ella, las solían llamar las inseparables. También mantuvo una estrecha relación con su maestra la hermana Marie-des-Anges, a la que todo el mundo tenía un gran cariño. Así describe su rutina en la Escuela Normal:
"[...] por la mañana, tanto en verano como en invierno, el despertador sonaba a las cinco. A las seis era la misa, bien en la capilla o en la parroquia, que se encontraba a unos cinco minutos escasos de la comunidad. A las siete, el estudio, hasta las ocho, hora en la que llamaban al desayuno. A las nueve empezaba la clase. La mañana consagraba a los ejercicios de francés, estilo, escritura y geografía. A las once, la comida, seguida del recreo para las jóvenes pensionistas externas. [...] De una a cuatro y media nos ocupábamos de las matemáticas, la lectura y el francés. Ciertos días se dedicaban a la música vocal y el dibujo. A partir de las cinco quedábamos libres, aunque no sin deberes, pero debo decir que no suponían una carga para nosotras. [...] Mi aversión por los trabajos manuales iba en aumento. Me preguntaba lo que ocurriría el día que tuviera que confesar mi profunda incapacidad ante mis alumnos [...]".
Consiguió el diploma de institutriz quedando en la primera posición de la lista y en 1857, con 19 años, recibió un puesto como institutriz ayudante en una escuela femenina regentada por unas hermanas. Se enamoró de otra profesora, Sara, que era un año menor que ella, con quien tuvo un romance. Herculine afirma que lo que sentía por ella no era amistad si no una verdadera pasión. Tenían que adoptar una actitud reservada para mantener su relación en la sombra, pero pronto los rumores empezaron a circular. La madre de Sara alertó a su hija de que existían convenciones que aún entre muchachas era preciso observar. Se acusaba a Herculine de besar demasiado a menudo a Sara. 
Llegaron las vacaciones de verano y Herculine debía volver a casa, en ese momento recibió una carta de su antigua maestra Marie-des-Anges que la invitaba a asistir a un retiro espiritual para exalumnas que se iba a celebrar en su antigua escuela. Decidió asistir y allí sincerarse con el misionero que predicaba el retiro. Ante las declaraciones de Herculine, el misionero le pidió tiempo para reflexionar, y finalmente afirmó "[...] No os diré lo que ya sabéis tan bien como yo, es decir, que podéis desde ahora adoptar en el mundo el título de hombre que os pertenece [...]". Su recomendación fue que ingresase en un convento femenino, que se retirase de la vida pública pero sin volver a mencionar a nadie aquella confesión, de lo contrario no la aceptarían en ningún convento. Aquel consejo no satisfizo del todo a Herculine, la vida monacal no era de su agrado.
El verano acabó y regresó al pensionado femenino, reanudó su relación con Sara, que no se había detenido debido a la correspondencia que habían mantenido. Comienzaron de nuevo los intensos dolores y Sara se inquietó e insistió en que debía acudir al médico. Por lo que contó, el médico se sorprendió con lo que vio en la auscultación pero no realizó ningún diagnóstico, pese a sospechar que había alguna anomalía. Se limitó a decirle a la madre de Sara que Herculine debía abandonar el lugar cuanto antes. Herculine parecía bastante enfadada con este hecho, llegando a afirmar que el deber de aquel médico era haber mantenido otra línea de conducta en vez de espantarse. El mismo reproche le hizo a la madre de Sara, que se limitó a alejar a aquel médico de la casa porque en el fondo no quería aceptar las insinuaciones que este le había hecho sobre el cuerpo de Herculine.
De nuevo llegó el verano y se despidió de Sara sin comunicarle sus futuros proyectos. Al llegar a casa se encontró con una situación también difícil: su madre y su benefactor estaban preocupados por ella, la veían triste y esperaban una explicación que no llegó, a pesar de la insistencia de su madre. Una noche se escapó pues quería confesarse con el obispo de La Rochelle J-F. Landriot que gozaba de gran fama y era considerado un hombre de genio. Así que al acabar la misa, se dirigió al confesionario, le contó toda su historia y este le pidió romper el secreto de confesión para pedir un examen médico. El doctor Chesnet realizó el examen en 1860 y descubrió que Barbin tenía una pequeña vagina, un cuerpo masculinizado, un pequeño pene y testículos dentro del cuerpo.
Una determinación legal posterior dictó que Barbin fuera oficialmente varón cambiando su nombre en el registro por el de Abel Barbin y obligándola a vestir prendas masculinas. Recibió instrucciones de Monseñor de volver al pensionado y preparar su marcha, encontrando una persona que le sustituyese en su puesto. Allí se reencontró con Sara y le contó todo lo que había sucedido, la decisión que había tomado y la previno de su inminente separación. Se mudó a París, donde vivió en la pobreza y comenzó a escribir sus memorias. En febrero de 1868, el conserje de su edificio en la rue de l'École-de-Médecine encontró su cuerpo, se había suicidado inhalando el gas de la cocina y sus memorias se hallaban al lado de su cama.

## Memoirsy comentarios modernos
El doctor Regnier registró su muerte, recuperó sus memorias y realizó la autopsia. Después dio las memorias a Auguste Ambroise Tardieu, quien más tarde publicó extractos. 
Michel Foucault descubrió las memorias en las bibliografías de la seguridad social francesa. Judith Butler menciona el libro de Foucault en Gender Trouble y Jeffrey Eugenides en su libro Middlesex, que trata un tema bastante parecido.
En marzo de 2023, se estrenó en el Gran Teatro del Liceo la ópera Alexina B. compuesta por Raquel García-Tomás, con libreto de Irène Gayraud, basada en sus memorias.